# Лайтфут-Леон, Саура
Saura Lightfoot-Leon (нидерл. Saura Lightfoot-Leon; род. 1998, Лейден, Южная Голландия) — нидерландская актриса британского и испанского происхождения. За свой дебютный полнометражный фильм «Клад» (2023) она получила две номинации на Премии британского независимого кино. Она была названа Звездой завтрашнего дня по версии Screen International 2024 года.

## Ранние годы
Лайтфут-Леон родилась в Лейдене в семье англичанина Пола Лайтфута и испанки Соль Леон, которые оба были танцорами и хореографами, и выросла в Гааге. Лайтфут-Леон окончила Королевскую академию драматического искусства в 2020 году, получив степень бакалавра искусств (BA) по актёрскому мастерству.

## Карьера
В детстве Лайтфут-Леон появлялась в проецируемых фоновых видеороликах балетных и современных танцевальных постановок своих родителей, таких как Silent Screen (2005) и Stop-Motion (2014) в Гааге. Stop-Motion также был поставлен в 2018 году в театре Садлерс Уэллс в Лондоне. После окончания Королевской академии драматического искусства в 2020 году Лайтфут-Леон также участвовала в их совместном проекте с Нидерландским театром танца She Remembers, который был поставлен виртуально.
Телевизионный дебют Лайтфут-Леон состоялся в эпизоде мини-сериала BBC One «Жизнь после жизни» в 2022 году. Она дебютировала в полнометражном кино в роли Марии, главной роли в фильме Луны Кармун «Клад», где также снимались Джозеф Куинн и Хейли Сквайрс. За свою игру в «Кладе» она была удостоена специального упоминания жюри на 80-м Венецианском международном кинофестивале. Она была номинирована на Премию британского независимого кино 2024 года за прорывное исполнение и совместно с Куинном за лучшее совместное ведущее исполнение.
В 2024 году Лайтфут-Леон сыграла главную роль в телесериале Paramount+ «Агентство», сыграв полевого офицера ЦРУ Даниэлу Руис Морату. Она также появилась в драматическом телесериале Apple TV+ о Второй мировой войне «Властелины воздуха» и завершила работу над мини-сериалом Netflix «Первозданная Америка».

## Фильмография
| Год  |   | Русское название     | Оригинальное название | Роль                |
| ---- | - | -------------------- | --------------------- | ------------------- |
| 2022 | с | Жизнь после жизни    | Life After Life       | Хильда              |
| 2023 | ф | Клад                 | Hoard                 | Мария               |
| 2024 | с | Властелины воздуха   | Masters of the Air    | Луиза               |
| 2024 | с | Агентство            | The Agency            | Даниэла Руис Мората |
| 2025 | с | Первозданная Америка | American Primeval     | Эбиш                |

## Награды и номинации
| Год  | Награда                              | Категория                                  | Работа | Результат | Прим.  |
| ---- | ------------------------------------ | ------------------------------------------ | ------ | --------- | ------ |
| 2023 | Венецианский кинофестиваль           | Специальное упоминание жюри                | Клад   | Победа    | [ 18 ] |
| 2024 | Премия британского независимого кино | Лучшее совместное исполнение главных ролей | Клад   | Номинация | [ 19 ] |
| 2024 | Премия британского независимого кино | Выдающееся выступление                     | Клад   | Номинация | [ 19 ] |